# SN 2009M
SN 2009M – supernowa odkryta 20 stycznia 2009 roku w galaktyce NGC 1028. W momencie odkrycia miała maksymalną jasność 17,60m.